# Srigim
Srigim (hebrejsky שריגים‎‎, v oficiálním přepisu do angličtiny Srigim (Li-On), nazýváno též Li On, hebrejsky לִי אוֹן‎) je vesnice typu společná osada (jišuv kehilati) v Izraeli, v Jeruzalémském distriktu, v oblastní radě Mate Jehuda.

## Geografie
Leží v nadmořské výšce 320 metrů na pomezí zemědělsky využívané pahorkatiny Šefela a západního okraje zalesněných svahů Judských hor. Severně od obce terén spadá do údolí potoka Nachal ha-Ela. Jižním směrem leží rozsáhlý lesní komplex.
Obec se nachází 32 kilometrů od břehu Středozemního moře, přibližně 46 km jihovýchodně od centra Tel Avivu, přibližně 30 km jihozápadně od historického jádra Jeruzaléma a 10 km jihozápadně od Bejt Šemeš. Srigim obývají Židé, přičemž osídlení v tomto regionu je etnicky převážně židovské.
Srigim je na dopravní síť napojen pomocí dálnice číslo 38, ze které tu k západu odbočuje lokální silnice číslo 353.

## Dějiny
Srigim byl založen v roce 1960. Novověké židovské osidlování tohoto regionu začalo po válce za nezávislost tedy po roce 1948, kdy Jeruzalémský koridor ovládla izraelská armáda a kdy došlo k vysídlení většiny zdejší arabské populace. Zhruba 2 km severozápadně od současné židovské osady se do roku 1948 rozkládala arabská vesnice Adžur.
Ke zřízení vesnice Srigim došlo roku 1960. Byla koncipována jako středisková obec pro okolní zemědělské osady v regionu Chevel Adulam. Nachází se tu regionální vzdělávací a společenské centrum a zdravotní zařízení. Během 90. let 20. století je obec rozrostla o novou obytnou čtvrť. Původně se vesnice jmenovala Srigim. Později název změněn na Li On, podle jména filantropa Leona, který přispěl na rozvoj obce; současně se jedná o slovní hříčku, neboť fráze „li on“ v hebrejštině znamená „mám sílu“, nebo také „mám zármutek“. Nakonec bylo oficiální jméno vesnic upraveno tak, že zahrnuje jak původní tak nové pojmenování.

## Demografie
Podle údajů z roku 2014 tvořili naprostou většinu obyvatel v Srigim Židé (včetně statistické kategorie „ostatní“, která zahrnuje nearabské obyvatele židovského původu ale bez formální příslušnosti k židovskému náboženství).
Jde o menší obec vesnického typu, od počátku 21. století s výrazně rostoucí populací, která se ale po roce 2005 stabilizovala. K 31. prosinci 2014 zde žilo 998 lidí. Během roku 2014 populace klesla o 2,3 %.
| Rok            | 1961 | 1972 | 1983 | 1995 | 2001 | 2003 | 2004 | 2005 | 2006 | 2007 | 2008 | 2009 | 2010 | 2011 | 2012 | 2013 | 2014 |
| -------------- | ---- | ---- | ---- | ---- | ---- | ---- | ---- | ---- | ---- | ---- | ---- | ---- | ---- | ---- | ---- | ---- | ---- |
| Počet obyvatel | 63   | 43   | 177  | 261  | 821  | 951  | 1039 | 1082 | 1090 | 1116 | 1121 | 1006 | 1006 | 1024 | 1011 | 1021 | 998  |